# 小林麻衣子
小林 麻衣子（こばやし まいこ）は、日本の女性アニメーター、アニメ演出家、キャラクターデザイナー。

## 来歴・人物
夢弦館へ応募し入社。アニメーター（動画）としてキャリアをスタートさせる。その後原画に昇格し多数の作品に携わっていく中、シンエイ動画へ移り『ドラえもん』の各話原画を担当。その縁で当時シンエイ動画に所属していたアニメーションプロデューサーの岡田麻衣子に声をかけられ、若手アニメーター育成プロジェクト「アニメミライ2014」作品『パロルのみらい島』では若手アニメーター（原画）として参加した。
A-1 Pictures・CloverWorks作品では作画監督やデザイン、絵コンテ・演出等を務め、『映画ドラえもん のび太と空の理想郷』で劇場アニメのキャラクターデザインを初めて手掛ける。

## 参加作品

### テレビアニメ
| 放映年                 | タイトル                                  | 役職 |
| ---------------------- | ----------------------------------------- | --- |
| 2008年4月 - 2011年3月  | 遊☆戯☆王5D's                              | 動画（149話） |
| 2009年10月 - 2010年6月 | ご姉弟物語                                | 動画（1、6、9、14、16、21、24話） |
| 2010年 - 2018年        | ドラえもん                                | 動画（340、352、369、376、379、383、385、394、398話） 原画（461、466、473、478、484、495、499、504、511、512、518、524、537、549、577、608、638、646、701、711、722、749、757、762、771、783、873、971話） 作画監督（971話） |
| 2011年4月 - 10月       | 青の祓魔師                                | 第二原画（1話） |
| 2011年4月 - 9月        | 花咲くいろは                              | 原画（24話） |
| 2011年7月 - 9月        | 夏目友人帳 参                             | 第二原画（8話） |
| 2011年7月 - 9月        | うさぎドロップ                            | 第二原画（8話） |
| 2011年10月 - 12月      | 僕は友達が少ない                          | 原画（6話） |
| 2012年10月 - 2013年9月 | 超速変形ジャイロゼッター                  | 原画（10話） |
| 2012年10月 - 12月      | となりの怪物くん                          | 原画（6話） |
| 2013年                 | ちびまる子ちゃん                          | 原画 |
| 2014年4月 - 6月        | 一週間フレンズ。                          | 原画（4、8、12話） 第二原画（5話） |
| 2014年7月 - 2014年9月  | アオハライド                              | 原画（2話） |
| 2014年10月 - 2015年1月 | 怪盗ジョーカー                            | 原画（2話） |
| 2014年4月 - 6月        | ピンポン THE ANIMATION                    | 原画（3、7、8、11話） 第二原画（10話） |
| 2016年10月 - 2017年3月 | 3月のライオン（第1シリーズ）              | 原画（21話） |
| 2017年4月 - 6月        | エロマンガ先生                            | 作画監督（8話） 原画（8話） 第二原画（9、12話） |
| 2017年4月 - 2018年3月  | デュエル・マスターズ（ジョー編）          | 原画（1話） |
| 2018年1月 - 7月        | ダーリン・イン・ザ・フランキス            | 原画（5、22話） |
| 2018年7月 - 9月        | 少女☆歌劇 レヴュースタァライト            | 原画（12話） |
| 2018年7月 - 12月       | BANANA FISH                               | 原画（24話） |
| 2019年1月 - 6月        | 盾の勇者の成り上がり                      | 原画（１、4、14話・エンディング） |
| 2019年10月 - 2020年3月 | Fate/Grand Order -絶対魔獣戦線バビロニア- | 作画監督（5話） 原画（5話） |
| 2021年1月 - 3月        | ワンダーエッグ・プライオリティ            | モンスターデザイン 絵コンテ・演出（7話） 原画（1、7話） |

### 配信アニメ
| 配信年月日       | タイトル                                             | 役職                                                                                    |
| ---------------- | ---------------------------------------------------- | --------------------------------------------------------------------------------------- |
| 2017年11月1日    | 僕はロボットごしの君に恋をするアニメPV               | アニメーションキャラクターデザイン・作画監督                                            |
| 2018年1月 - 3月  | DEVILMAN crybaby                                     | 第二原画（8、10話）                                                                     |
| 2018年3月 - 11月 | 22/7「あの日の彼女たち」                             | 絵コンテ・演出（5話） 原画（1、3、5、8話） 2Dデザイン（3、5話） プロップデザイン（6話） |
| 2022年7月27日    | 22/7『曇り空の向こうは晴れている』ミュージックビデオ | 原画                                                                                    |

### 劇場アニメ
| 公開年月日    | タイトル                                             | 役職                                                    |
| ------------- | ---------------------------------------------------- | ------------------------------------------------------- |
| 2010年3月6日  | 映画ドラえもん のび太の人魚大海戦                    | 動画                                                    |
| 2011年4月16日 | クレヨンしんちゃん 嵐を呼ぶ黄金のスパイ大作戦        | 動画                                                    |
| 2013年3月9日  | 映画ドラえもん のび太のひみつ道具博物館              | 原画                                                    |
| 2013年4月20日 | クレヨンしんちゃん バカうまっ!B級グルメサバイバル!!  | 原画                                                    |
| 2014年3月1日  | パロルのみらい島                                     | 若手原画                                                |
| 2014年4月19日 | クレヨンしんちゃん ガチンコ!逆襲のロボとーちゃん     | 原画                                                    |
| 2015年3月7日  | 映画ドラえもん のび太の宇宙英雄記                    | 原画                                                    |
| 2015年4月18日 | クレヨンしんちゃん オラの引越し物語 サボテン大襲撃   | 原画                                                    |
| 2015年10月2日 | 屍者の帝国                                           | 原画                                                    |
| 2016年3月5日  | 映画ドラえもん 新・のび太の日本誕生                  | 原画                                                    |
| 2016年4月16日 | クレヨンしんちゃん 爆睡!ユメミーワールド大突撃       | 原画                                                    |
| 2017年3月4日  | 映画ドラえもん のび太の南極カチコチ大冒険            | 作画監督補佐 原画                                       |
| 2017年4月7日  | 夜は短し歩けよ乙女                                   | 原画                                                    |
| 2018年3月3日  | 映画ドラえもん のび太の宝島                          | 原画                                                    |
| 2018年4月13日 | クレヨンしんちゃん 爆盛!カンフーボーイズ〜拉麺大乱〜 | 原画                                                    |
| 2019年3月1日  | 映画ドラえもん のび太の月面探査記                    | 原画                                                    |
| 2019年6月7日  | 海獣の子供                                           | 原画                                                    |
| 2021年6月11日 | 漁港の肉子ちゃん                                     | 原画                                                    |
| 2022年3月4日  | 映画ドラえもん のび太の宇宙小戦争 2021               | おまけ映像                                              |
| 2023年3月3日  | 映画ドラえもん のび太と空の理想郷                    | キャラクターデザイン 総作画監督 動画 作画監督（OP、ED） |
| 2024年3月1日  | 映画ドラえもん のび太の地球交響楽                    | 原画                                                    |
| 2025年3月7日  | 映画ドラえもん のび太の絵世界物語                    | 原画                                                    |

### その他
| タイトル                                               | 役職    |
| ------------------------------------------------------ | ------- |
| とってもたのしいクリスマス みんなでちからをあわせよう! | 第2原画 |